# The Shadow
Pour les articles homonymes, voir Shadow.
The Shadow est un personnage de fiction créé par Walter B. Gibson, sous le pseudonyme de Maxwell Grant, à travers plus de 300 romans et nouvelles, de 1931 à 1949. C'est le plus célèbre des héros de pulps des années 1930 et 1940. Également héros d'un feuilleton radiophonique, The Shadow est aussi apparu dans des comic strips et des comic books, à la télévision et dans sept films.

## Histoire

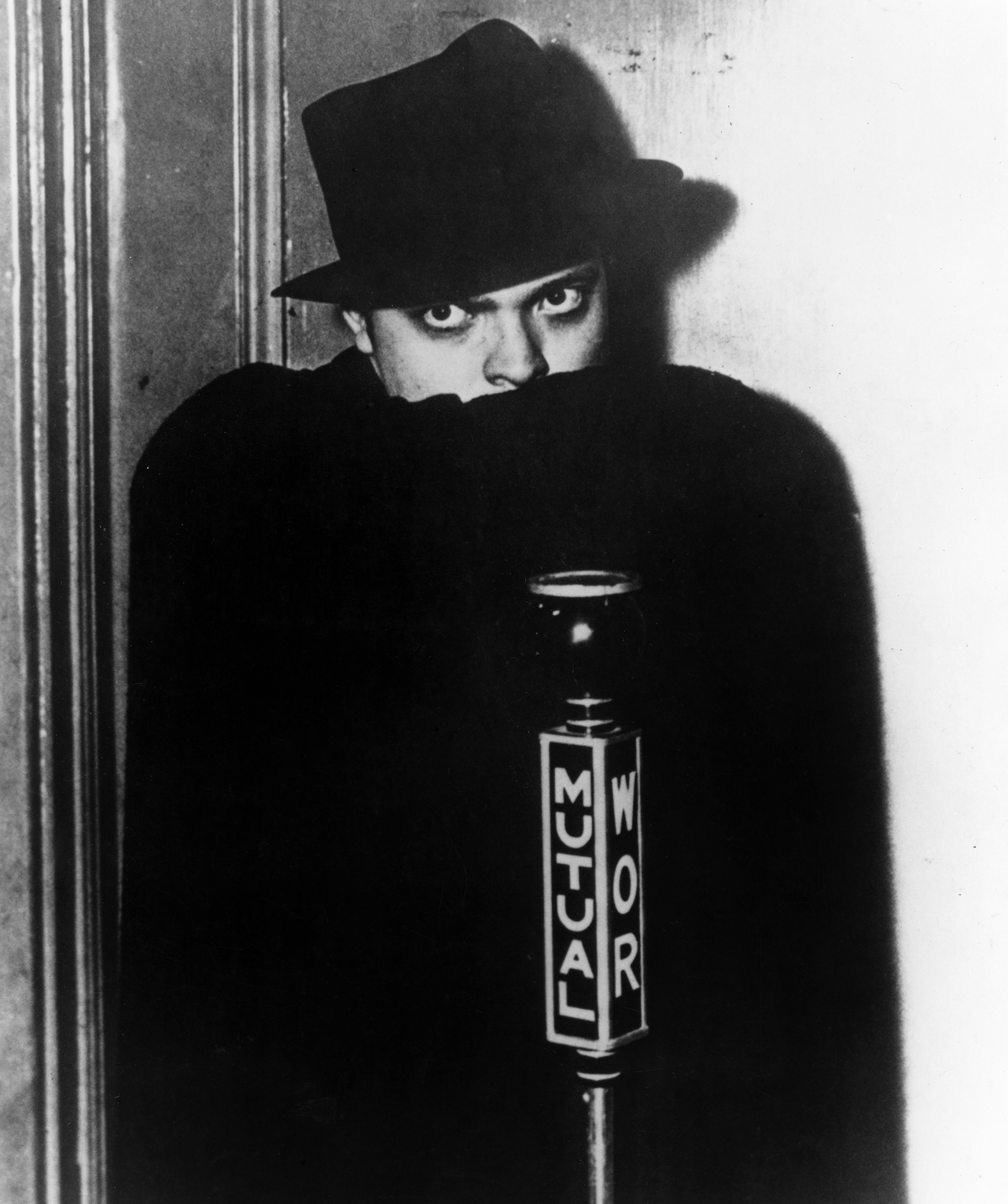
Photographie promotionnelle du feuilleton radiophonique The Shadow interprété par Orson Welles, vers 1937-1938.

Le Shadow est à l'origine un pseudonyme utilisé par un annonceur radio pour l'émission Detective Story Hour, une adaptation radiophonique d'histoires tirées du pulp éponyme. Accompagné par la partition Le Rouet d'Omphale de Camille Saint-Saëns, l'acteur Frank Readick énonce la devise du personnage : « Who knows what evil lurks in the hearts of men ? The Shadow knows... » avant d'éclater d'un rire diabolique clôturant l'introduction.
Le personnage rencontre un tel succès que Street & Smith, l'éditeur de Detective Story Hour, crée, pour exploiter la popularité du nom, le Shadow Magazine le 1er avril 1931.
C'est le journaliste et magicien Walter B. Gibson qui est chargé de faire du Shadow un véritable personnage et d'écrire les premiers récits le mettant en scène. Sous le pseudonyme de Maxwell Grant, il écrira 282 des 325 courts romans et une douzaine de nouvelles. À partir de 1938, Gibson collabora avec Lester Dent, créateur de Doc Savage, pour écrire un certain nombre d'histoires pour le héros.
L'apparence du Shadow - chapeau sombre et cape noire - rappelle nettement celle de Judex, justicier héros du film muet homonyme de Louis Feuillade, dont le premier épisode portait aux États-Unis le titre The Mysterious Shadow. Le personnage a par ailleurs des similarités avec un autre héros de cinéma muet, The Shielding Shadow (connu en France sous le titre Ravengar) avec qui il a en commun un pouvoir d'invisibilité. Selon Xavier Fournier, les ressemblances sont telles que l'on peut considérer que The Shadow est une « fusion » entre Judex et Ravengar. Incidemment, dans les années 1940, des comic strips du Shadow — personnage alors inconnu des lecteurs français — sont publiés en France dans une traduction qui les transforme en aventures de Judex.
The Shadow est, à son tour, l'une des inspirations de Batman, qui apparaît en 1939.
Les aventures radiophoniques du Shadow s'arrêtèrent en 1954.

## Adaptations

### Bandes dessinées

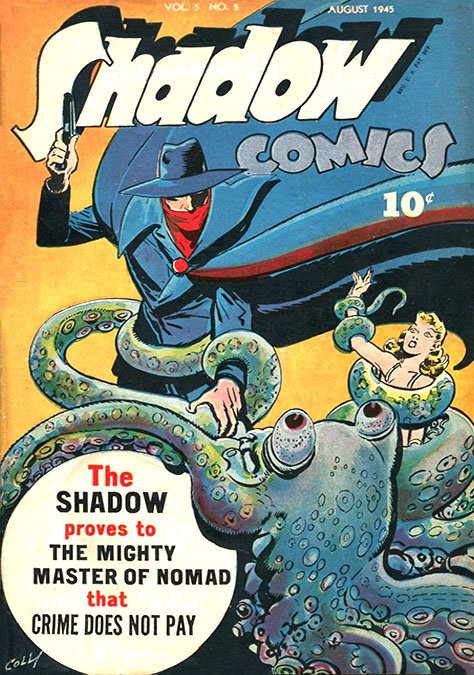
Shadow Comics,, no 5, août 1945. Couverture illustrée de Charles Joseph Coll.

The Shadow a fait l'objet de nombreuses adaptations en bande dessinée :
- Un comic strip publié à partir de 1940, écrit par le romancier Gibson et dessiné par Vernon Greene.
- Street & Smith publièrent un magazine de comics dans lequel apparaissait un Shadow Comic qui dura 101 numéros entre 1940 et 1948.
- Archie Comics publia aussi une série du Shadow, comptant 8 numéros, sous le label Mighty Comics (1963-1965). Au départ, le Shadow était plus ou moins inspiré de l'émission radio, mais Jerry Siegel lui donna un aspect plus kitsch à partir du numéro 3.
- La version la plus célèbre reste celle sortie dans les années 1970, série en 12 numéros réalisée par Dennis O'Neil et Michael William Kaluta et sortie chez DC Comics (1973-1975). Le numéro 11 de cette série reste le plus intéressant pour les fans, car il fait apparaître un autre héros des pulps, The Avenger. L'ensemble a été édité par les éditions du Fromage en 1978, dans un album en noir et blanc, puis rééditée en albums couleur.
- 1986 : The Shadow (DC), mini-série de 4 numéros réalisée par Howard Chaykin.
- 1987-1989 : The Shadow (DC), série de 19 numéros réalisée par Andy Helfer (scénario) et Bill Sienkiewicz puis Kyle Baker (dessin).
- De 1989 à 1992, DC publia une série, The Shadow Strikes, par Gerard Jones et Eduardo Barreto, dont l'esprit reste fidèle aux origines du Shadow.
- Dark Horse Comics publia trois mini-séries, dont une adaptation du film de 1994.
- Dynamyte Entertainment a édité plusieurs séries depuis les années 2000.

### Filmographie

#### Courts métrages
- 1931 : A Burglar to the Rescue de George Cochrane.

#### Longs métrages
- 1937 : 
  - Le Fantôme du cirque de Charles C. Coleman.
  - The Shadow Strikes (en) de Lynn Shores (en).
- 1938 : International Crime (en) de Charles Lamont.
- 1940 : Le Fantôme du cirque de James W. Horne.
- 1946 : 
  - The Shadow Returns de Phil Rosen.
  - Behind The Mask de Phil Karlson.
  - The Missing Lady de Phil Karlson.
- 1994 : The Shadow de Russel Mulcahy.

### Autres
Il existe un flipper de café The Shadow, fabriqué par Midway Manufacturing Company (Williams/Bally) en novembre 1994. Il reprend assez bien les principaux thèmes du film.

### Bibliographie

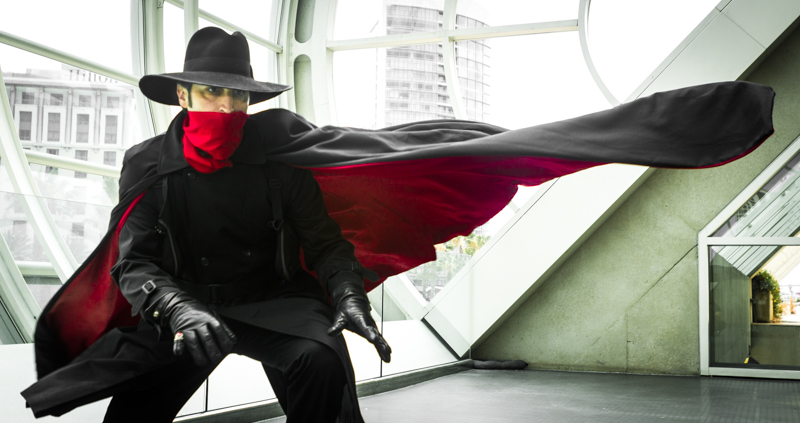
The Shadow
(cosplay durant le Comic-Con 2012, photographie de Justin Langley).